# L'ultimo borghese
L'ultimo borghese è un romanzo dello scrittore italiano Enrico Onufrio scritto e pubblicato nel 1885 sul Giornale di Sicilia.

## Trama
Il siciliano Luciano Rambaldi, dopo essersi laureato in medicina a Zurigo e aver combattuto eroicamente nelle file garibaldine, ritorna sfiduciato a Palermo.
In seguito ad un duello conosce, durante la convalescenza, una mite fanciulla di nome Rosa nipote del sacerdote che lo assiste in ospedale. 
Ma in seguito incontra Ester, una seducente giovane figlia di un proprietario di miniere di zolfo, e se invaghisce.
Ma ritrovata in seguito Rosa, sola e in cattive condizioni economiche, la sposa e dall'unione nasce un bambino malato. Convinto dall'antica amante Ester ad una sbagliata scelta politica, verrà eletto in Parlamento ma, il giorno del suo primo discorso, colto da un attacco di cuore, muore.
Edizione di riferimento: L'ultimo borghese, a cura di F. di Ligami, Kalòs, Palermo, 2004